# Cleoporus
Cleoporus is een geslacht van kevers uit de familie bladkevers (Chrysomelidae).
De wetenschappelijke naam van het geslacht werd in 1884 gepubliceerd door Lefevre.

## Soorten
- Cleoporus dalatensis Medvedev, 1998
- Cleoporus lineatus Medvedev & Sprecher-Uebersax, 1999
- Cleoporus similis Medvedev & Eroshkina, 1985
- Cleoporus taynguensis Medvedev & Eroshkina, 1985
- Cleoporus trimaculatus Kimoto & Gressitt, 1982
- Cleoporus vietnamensis Medvedev & Eroshkina, 1985